# 吉井怜
吉井 怜（よしい れい、1982年〈昭和57年〉3月18日 - ）は日本の女優、タレントである。東京都出身。ホリプロ・ブッキング・エージェンシー所属。夫は俳優の山崎樹範。

## 略歴

### 生い立ち
父親の勤務の都合で小学生時代の一時期を北海道で過ごす。
東京都立永福高等学校（現在:東京都立杉並総合高等学校）卒業。

### デビュー
デビュー当時は清純派アイドルだった。
1996年、テレビ東京の情報番組『IT'sアクセス』でテレビデビュー。
1998年、テレビ東京の特撮番組『仮面天使ロゼッタ』のヒロイン・神あすか役で初主演を果たした。
1999年、ホリプログループによる1か月期間限定ユニット「NITRO」のメンバーに選出され、優香、堀越のり、唐沢美帆と共に活動した。同年度のフジテレビビジュアルクイーンに選出された。

### 闘病
2000年、奄美大島でのグラビア・カレンダーの撮影時に急性骨髄性白血病を発症した。
病名は両親にだけ伝えられ、骨髄不全症から来る再生不良性貧血で3か月の入院が必要と告げられた。医師から治療（抗がん剤投与）の副作用から髪の毛が抜け落ちると告げられ、芸能生活がおしまいだと絶望感を味わったが、当時の専務の「待っているから」という言葉に励まされた。
治療では無菌室に入り、1回目の抗がん剤の投与で髪の毛が抜け落ち爪も黒くなり、入院から1か月後、本人に本当の病名が告知された。抗がん剤の投与は4回行われ、退院まで5か月がかかった。医師は彼女に寛解維持療法と骨髄移植の2つの方法があり、母親とHLAが一致することから骨髄移植を勧めたが、彼女は芸能界復帰がかなわなくなることを恐れ寛解維持療法を選んだ。
自宅に戻ったが芸能界にはまだ復帰できず、兄の「生きてなかったら、仕事もできない」という言葉で骨髄移植を受ける決意をした。2001年7月11日、母親からの骨髄提供により骨髄移植を受けた。移植後は移植片対宿主病（GVHD）も加わり、10日間ほどの記憶をなくしている。血液型がA型からO型に変わった。

### 復帰
その闘病記『神様、何するの… 白血病と闘ったアイドルの手記』（2002年）はベストセラーとなり、2003年末にはフジテレビの番組『金曜エンタテイメント』内で宮地真緒主演でドラマ化された。
2004年に映画『火火』で無菌室に入院したがん患者の世話をする役を演じたが精神的に苦しかったという。
2006年公開の映画『LOVE MY LIFE』においてオールヌードを披露した。
2009年4月開始の昼ドラマ『エゴイスト 〜egoist〜』では、川島なお美の演じるトップ女優の隠し子役として、11年ぶりに連続ドラマ主演を果たす（全国ネットとしては初主演）。
2011年デビューから15周年記念写真集『ここから』で大胆ヌード写真集を披露した。同年11月公開の映画『夕闇ダリア』では略奪愛を行うヒロインを演じた、また『寄性獣医・鈴音 GENESIS×EVOLUTION』では神楽坂恵とハードなバトルアクションを演じた。
2012年5月、写真集『SOSEXY 吉井 怜 “Falling Angels” by Shingo Wakagi』が発売された。
2021年7月、白血病の定期検診からの「卒業」を報告した。
2025年4月1日付でホリ・エージェンシーがホリプロ・ブッキング・エージェンシーに合併されたのに伴い、同社所属となる。

### 私生活
2016年11月11日、俳優の山崎樹範と結婚。2005年の『着信アリ』（テレビ朝日系）などでの共演を通じて面識があったが、2015年春に共通の友人を介して再会し、1年間の交際期間を経て結婚に至った。

## 人物
- 憧れの女優は山口智子（インタビューで）、観月ありさ。小さいころに観月のドラマを見ていた（2009年5月20日放送『グータンヌーボ』より）。
- 親友は歌手、声優、ラジオパーソナリティのmyco。

## 出演

### テレビドラマ
- 美少女H（1998年 - 1999年、フジテレビ系）
- 仮面天使ロゼッタ（1998年、テレビ東京） - 神あすか / 仮面天使ロゼッタ 役（主演）
- ボーイハント 第2話「とまらない恋心」（1998年、フジテレビ系）
- 恋愛中毒（2000年、テレビ朝日） - 鈴木千花 役
- 悪いオンナ「シャッフル」 （2000年、TBS）
- みのもんたの人生相談デカ おもいッきりテレビ殺人事件（2002年、日本テレビ）
- 成人の日ドラマスペシャル「はたち-1982年に生まれて-」（2003年、フジテレビ）
- フジ子・ヘミングの軌跡（フジテレビ、2003年）
- ファンタズマ〜呪いの館〜（2004年、テレビ東京）
- ほんとにあった怖い話 恐怖幽便#24 白日の影（2004年、フジテレビ）
- 早乙女千春の添乗報告書（2004年、TBS） - 村松奈緒 役
- 温泉へ行こう５（2004年、TBS）
- ウルトラマンネクサス 第19話・第20話（2005年、円谷プロ/CBC・TBS系） - 七夏 役
- 優しい時間 第3話（2005年、フジテレビ）
- 劇団演技者。「石川県伍参市」（2005年、フジテレビ系）
- 着信アリ 第3話（2005年、テレビ朝日） - 麻田弥生 役
- 港町人情ナース（2006年 - 2008年、テレビ東京） - 小野朝美 役
- 夜王 〜YAOH〜 第6話（2006年、TBS） - 繭華 役
- まるまるちびまる子ちゃん 20年後の同窓会SP（2007年、フジテレビ系） - とし子ちゃん 役
- 7人の女弁護士 第3話（2008年4月24日、テレビ朝日系） - 桜井美緒 役
- エゴイスト 〜egoist〜（2009年4月-5月、東海テレビ） - 藤本明里 役（主演）
- 科捜研の女（テレビ朝日）
  - 科捜研の女 第9シリーズ 第8話（2009年8月27日、テレビ朝日） - 青山ユリエ 役
  - 科捜研の女 第12シリーズ 第7話（2013年2月28日、テレビ朝日） - 関口楓 役
  - 科捜研の女 第17シリーズ 第2話（2017年10月26日、テレビ朝日） - 湊川美加　役
- ワンセグ劇場 404 NOT FOUND「シール」（2009年10月28日、NHK総合） - 安藤真理 役
- 新参者 第8話（2010年6月6日、TBS） - 戸紀子 役
- 月曜ゴールデン「伝説の監察医 オニグマの事件簿」（2012年3月5日、TBS） - 片野坂あゆみ 役
- 金曜プレステージ 外科医 鳩村周五郎9（2012年3月16日、フジテレビ系） - 一条正美・沙織(二役) 役
- ドラマスペシャル だましゑ歌麿II（2012年9月15日、テレビ朝日系） - お勝 役
- 匿名探偵 第2話（2012年10月19日、テレビ朝日） - 高岡美晴 役
- モメる門には福きたる （2013年1月、東海テレビ） - 山﨑美春 役
- 水曜ミステリー9 落としの鬼 刑事 澤千夏2（2013年12月11日、テレビ東京） - 川中ユカ 役
- 天誅〜闇の仕置人〜 第7話（2014年2月21日、フジテレビ） - 野澤雪乃 役
- 金曜プレステージ 浅見光彦シリーズ50（2014年4月4日、フジテレビ系） - 植竹ひで子 役
- 牙狼<GARO> -魔戒ノ花- 第17話・第22話（2014年、テレビ東京） - アカリ（女魔戒法師）役
- 仮面ライダードライブ（2014年10月5日 - 2015年9月27日 、テレビ朝日） - 沢神りんな 役
- 新・刑事吉永誠一 第5話（2014年11月14日、テレビ東京） - 相馬友 役
- 大岡越前2 第8話（2014年11月21日、NHK BSプレミアム） - 志津役
- 土曜ワイド劇場（テレビ朝日）
  - 終着駅の牛尾刑事VS事件記者・冴子7「路」（2007年12月22日） - 尾崎沙織 役
  - 司法教官・穂高美子2（2012年9月1日） - 阿部理沙 役
  - 法医学教室の事件ファイル36（2013年3月30日） - 風野真知子 役
  - おとり捜査官・北見志穂17（2013年6月8日） - 荒川ミドリ 役
  - 広域警察5（2014年10月25日） - 鈴木明子 役
  - 新・棟居刑事シリーズ8「棟居刑事の黒い祭」（2015年3月14日） - 大瀬千穂 役
  - 100の資格を持つ女〜ふたりのバツイチ殺人捜査〜10（2015年10月10日） - 橋本真由美 役
  - 終着駅シリーズ30「殺人の債権」（2016年6月25日） - 小林美穂 役
  - 検事・朝日奈耀子18「死を呼ぶレジ係コンテスト!!優勝候補が審査員を殺害!?」（2016年11月12日） - 辻岡真里亜 役
- 臨床犯罪学者 火村英生の推理 第4話（2016年2月7日、日本テレビ） - 看護師 役
- 牙狼<GARO> -魔戒烈伝- 第8話（2016年5月28日、テレビ東京） - アカリ 役
- 刑事7人 第2シリーズ 第4話（2016年8月3日、テレビ朝日） - 木下あずさ 役
- ボク、運命の人です。 第7話・第10話（2017年5月27日・6月17日、日本テレビ） - 藤岡映美 役
- CHIEF〜警視庁IR分析室〜（2018年4月15日、テレビ朝日） - 小田切千春 役
- 未解決の女 警視庁文書捜査官 第4話（2018年5月10日、テレビ朝日） - 長瀬真智 役
- 十津川警部シリーズ6「日光・恋と裏切りの鬼怒川」（2018年9月10日、TBS） - 岡部ゆみ 役
- スーパー戦隊シリーズ（テレビ朝日）
  - 騎士竜戦隊リュウソウジャー 第37話 「誕生！最恐タッグ」（2019年12月8日） - 谷口京子 役
  - 王様戦隊キングオージャー 第16話・第30話・第49話（2023年6月18日・9月24日・2024年2月18日） - カーラス 役
- 相棒 season19 第15話（2021年2月3日、テレビ朝日） - 長沼郁美 役
- 月曜プレミア8 今野敏サスペンス 機捜235II（2021年7月19日、テレビ東京） - 三浦芳江 役
- 記憶捜査3 第1話（2022年11月4日、テレビ東京） - 甲野真奈美 役
- 星降る夜に 第6話（2023年2月21日、テレビ朝日） - 原田すみれ 役

### バラエティ番組他
- あなたも挑戦!ことばゲーム（2000年5 - 6月、NHK総合）
- グラビアの美少女（MONDO21）
- run for money 逃走中（2014年1月5日、フジテレビ） - かぐや 役
- ワンワンパッコロ!キャラともワールド（NHK、2021年3月21日） - いやし山れい 役

### その他
- まるごと世界のクリスマス（2002年12月24日、NHK-BS2）
- ミクロワールドスペシャル「小さな生命の秘密」（2004年12月31日、NHK教育）
- その時 歴史が動いた「大奥 華にも意地あり〜江戸城無血開城 天璋院篤姫〜」（2007年4月25日、NHK総合） - 皇女・和宮 役
- アインシュタインの眼「川の名人芸～フライフィッシング～」（2008年6月24日、NHK-BShi）
- 課外授業 ようこそ先輩「命のつながりを感じよう！〜大谷貴子〜」（2010年9月19日、NHK総合） - ナレーション
- 特報首都圏「“小児がんと生きる”～2人の少女の物語～」（2014年6月6日、NHK総合）

### 映画
- 千の風になって 〜天国への手紙（2004年、金秀吉監督） - 看護師・向井たまき 役
- 火火（2004年、高橋伴明監督、ゼアリズエンタープライズ/VAP） - 看護師 役
- 妖怪大戦争（2005年、三池崇史監督、松竹/角川映画） - 雪女 役
- 濡れた赫い糸（2005年、望月六郎監督、ジャパンホームビデオ） - 恵利 役
- 刺青 SI-SEI（2005年、佐藤寿保監督、アートポート） - 雨宮美妙 役
- 大地震（2005年、喜屋武靖監督） - 天海玲子 役
- ナイチンゲーロ（2006年、末永賢監督：アドギア、バンダイビジュアル） - 白い服の女
- だからワタシを座らせて。通勤電車で座る技術!（2006年、市川徹監督） - 大村早紀 役
- PETBOX 一億の猫（2006年、天野ひろゆき監督、スローラーナー）
- LOVE MY LIFE（2006年、川野浩司監督、トライネットエンターテインメント/タキ・コーポレーション） - 主演：泉谷いちこ 役
- 約束の地に咲く花（2007年、遠藤一平監督、ミライ・アクターズ・プロモーション） - 御子 役
- 梨の花は春の雪（2007年、土屋哲彦監督） - マミチャン 役
- みづうみ（2007年4月21日公開、安達正軌監督：ウィルコ、モブキャスト） - 主演：山吹鞆絵 役[12]
- 夕闇ダリア（2011年、池田千尋監督）
- 寄性獣医・鈴音 GENESIS×EVOLUTION（2011年11月26日公開、金田龍監督、オフィスハラ/東映ビデオ） - 主演：有薗鈴音 役
- 君が愛したラストシーン（2013年4月6日公開、アルゴ・ピクチャーズ）
- 仮面ライダーシリーズ（東映） - 沢神りんな 役
  - 仮面ライダー×仮面ライダー ドライブ&鎧武 MOVIE大戦フルスロットル（2014年12月13日公開、柴﨑貴行監督）
  - スーパーヒーロー大戦GP 仮面ライダー3号（2015年3月21日公開、柴崎貴行監督）
  - 劇場版 仮面ライダードライブ サプライズ・フューチャー（2015年8月8日公開、柴崎貴行監督）
  - 仮面ライダー×仮面ライダー ゴースト&ドライブ 超MOVIE大戦ジェネシス（2015年12月12日公開、金田治監督）[13]
- 見える子ちゃん（2025年6月6日公開、中村義洋監督、KADOKAWA）

### 舞台
- 『BOYS BE…ALIVE TRY AGAIN』（2000年4月、博品館劇場） - 日替わりゲスト
- ロックミュージカル『BLEACH』 - 井上織姫 役
- ACファクトリー『URASHIMA』（2006年11月29日 - 12月3日、シアターサンモール）
- 1970 PROJECT『アンチリアル』（2007年10月30日 - 11月4日、下北沢「楽園」）
- アリスインプロジェクト×劇団北京蝶々「ダウト!-国立公安女子校-」（2012年10月25日 - 28日、博品館劇場） - ヤマガタ 役
- 「パラノイア★サーカス」（2016年2月26日 - 3月6日、サンシャイン劇場） - 黒トカゲ 役
- 『ハリー・ポッターと呪いの子』（2025年7月8日 - 2026年1月31日〈予定〉、TBS赤坂ACTシアター） - ジニー・ポッター 役[14][15]

### オリジナルビデオ
- 仮面天使ロゼッタ 漆黒のフレイア（1998年） - 神あすか / 仮面天使ロゼッタ役（主演）
- 仮面ライダーシリーズ - 沢神りんな 役
  - 仮面ライダードライブ シークレット・ミッション type TV-KUN ハンター&モンスター! 超怪盗の謎を追え!（2014年11月26日）
  - 仮面ライダードライブ シークレット・ミッション type TOKUJO（2015年 - 2016年）
  - てれびくん超バトルDVD 仮面ライダードライブ シークレット・ミッション type HIGH-SPEED! ホンモノの力! タイプハイスピード誕生!（2015年）
  - ドライブサーガ
    - 仮面ライダーチェイサー（2016年4月20日）
    - 仮面ライダーマッハ / 仮面ライダーハート（2016年11月16日）

### Webドラマ
- 仮面ライダージュウガVS仮面ライダーオルテカ（2023年4月30日・5月7日、東映特撮ファンクラブ） - 沢神りんな 役[16]

### ラジオ
- オレたちやってま〜す月曜日（2000年4月 - 6月、MBSラジオ） ※病気療養のため降板
- 志の輔ラジオ 落語DEデート（2011年4月17日、文化放送） - ゲスト出演
- Changeの瞬間 〜がんサバイバーストーリー〜（2020年10月4日 - 11日、朝日放送ラジオ）[17][18]

### CM
- ハドソン 桃太郎伝説（1998年）
- 日本マクドナルド メロンシェイク（1999年）
- JT 桃の天然水（2000年）
- 日清シスコ 素材宣言（2000年）
- ローソン 冷やし中華（2004年）

チャイナドレスやセーラー服などのコスプレに挑戦した。

### 玩具
- 王様戦隊キングオージャー MEMORIALIZE DATA CARD ドゥーガ&ボシマール、カーラス・デハーン&イロキ セット（2025年3月18日）

## 作品

### ビデオテープ
- 15才 恋する胸もと…（1997年発売）
- ANOTHER（1999年発売）

### DVD
- UNBALANCE 15歳の胸もと（1997年11月21日、h.m.p）
- フジテレビ ビジュアルクイーン・オブ・ザ・イヤー '99 吉井怜「ANOTHER」（1999年9月17日、フジテレビ）
- 艶（2003年6月4日、ポニーキャニオン）
- 月刊 吉井怜（2004年5月26日、イーネットフロンティア、監督:中井庸友）

## 書籍

### 単著
- 神様、何するの… 白血病と闘ったアイドルの手記
  - 2002年9月、幻冬舎、ISBN 978-4344002302
  - 2003年11月、幻冬舎文庫、ISBN 978-4344404595

### 写真集
- VIM（1998年4月、英知出版、撮影：渡辺達生）ISBN 978-4754211899
- Rei（1998年11月、ワニブックス、撮影：井ノ元浩二）ISBN 978-4847025075
- ALL ABOUT YOSHII REI!―吉井怜フォトアルバム（1999年8月、竹書房、撮影：塚原忍）ISBN 978-4812405307
- 吉井怜の恋（1999年11月、集英社、撮影:中村昇）ISBN 978-4087803013
- つぼみ（2003年5月16日、ワニブックス、撮影：橋本雅司）ISBN 978-4847027437
- 月刊吉井怜(SHINCHO MOOK)（2004年4月10日、新潮社、撮影:新津保建秀）ISBN 978-4107901262
- S/M Rei Yoshii（2009年6月4日、ワニブックス、撮影:沢渡朔）ISBN 978-4847041815
- ここから（2011年7月23日、ワニブックス、撮影:橋本雅司）ISBN 978-4847043819-１５周年記念写真集
- 月刊NEO 吉井怜 美人女優・吉井 怜の、ひたすら綺麗なNUDE!（2012年3月21日、イーネット・フロンティア、撮影：木村克彦）ISBN 978-4862058645

## その他活動
- あぃまぃみぃ!ストロベリー・エッグ エンディングテーマ WHITE STATION：作詞

## 吉井怜を演じた女優
- 宮地真緒 -『神様、何するの…』（2003年、フジテレビ）
  - 吉井と同じくフジテレビビジュアルクイーン出身。事務所の後輩でもある。
  - 東海テレビの昼ドラマの『エゴイスト〜egoist〜』で姉妹役を演じている。